# Stazione di Sumiyoshitaisha
La stazione di Sumiyoshitaisha (住吉大社駅?, Sumiyoshitaisha-eki) è una stazione ferroviaria delle Ferrovie Nankai situata nel quartiere di Sumiyoshi-ku, a sud della città di Osaka. La stazione è servita dalle linee Kōya e principale delle ferrovie Nankai, e si trova nelle immediate vicinanze del Grande santuario di Sumiyoshi.

## Linee e servizi

### Treni
Ferrovie Nankai
● Linea principale Nankai

### Tram
Rete tranviaria Hankai
● Linea Uemachi

## Struttura

### Stazione Nankai
La stazione si è dotata di due marciapiedi a isola centrale servente quattro binari.
| 1 | ● Linea principale Nankai | per Sakai, Kishiwada, Izumisano, Kansai Aeroporto e Wakayamashi |
| 2 | ● Linea principale Nankai | binario supplementare                                           |
| 3 | ● Linea principale Nankai | per Tengachaya e Namba                                          |
| 4 | ● Linea principale Nankai | binario supplementare                                           |

### Fermata tranviaria
Presso questa stazione i tram della linea Uemachi terminano la corsa. Sono presenti due binari tronchi.
| 1-2 | ● Linea Uemachi | per Abeno e Tennoji-ekimae |

## Stazioni adiacenti
| «                             | Servizio                | »                       |
| Linea Nankai principale       | Linea Nankai principale | Linea Nankai principale |
| ----------------------------- | ----------------------- | ----------------------- |
| Kohama                        | Locale                  | Suminoe                 |
| Tutti gli altri treni passano |                         |                         |
| Tram - Linea Uemachi          |                         |                         |
| Sumiyoshi                     | Locale                  | Capolinea               |